# Hedysareae
Hedysareae là một tông thực vật trong phân họ Đậu.

## Các chi
Theppha6n loại của USDA:
- Alhagi Gagnebin
- Calophaca Fisch. ex DC.
- Caragana Fabr.
- Ebenus L.
- Eversmannia Bunge
- Halimodendron Fisch. ex DC.
- Hedysarum L.
- Onobrychis Mill.
- Sartoria Boiss. & Heldr.
- Taverniera DC.[2]